# Jens Martin Scherpe
Jens Martin Scherpe (* 1971) ist ein deutscher Rechtswissenschaftler.

## Leben
Nach der Promotion zum Dr. iur. in Hamburg 2002 war er wissenschaftlicher Referent (2002–2005) am Max-Planck-Institut für ausländisches und internationales Privatrecht. Er lehrt als Professor of Comparative Law an der University of Cambridge.
Seine Forschungsschwerpunkte sind Rechtsvergleichung und Familienrecht.

## Schriften (Auswahl)
- Außergerichtliche Streitbeilegung in Verbrauchersachen. Ein deutsch-dänischer Rechtsvergleich. Tübingen 2002, ISBN 3-16-147759-6.
- als Herausgeber mit Jürgen Basedow: Transsexualität, Staatsangehörigkeit und internationales Privatrecht. Entwicklungen in Europa, Amerika und Australien. Tübingen 2004, ISBN 3-16-148499-1.
- als Herausgeber mit Nadjma Yassari: Die Rechtsstellung nichtehelicher Lebensgemeinschaften. Tübingen 2005, ISBN 3-16-148705-2.
- als Herausgeber mit Katharina Boele-Woelki und Jo Miles: The future of family property in Europe. Cambridge 2011, ISBN 94-000-0054-5.